# Reseda undata
Reseda undata är en resedaväxtart. Reseda undata ingår i släktet resedor, och familjen resedaväxter.

## Underarter
Arten delas in i följande underarter:
- R. u. gayana
- R. u. grosii
- R. u. leucantha
- R. u. undata

## Bildgalleri

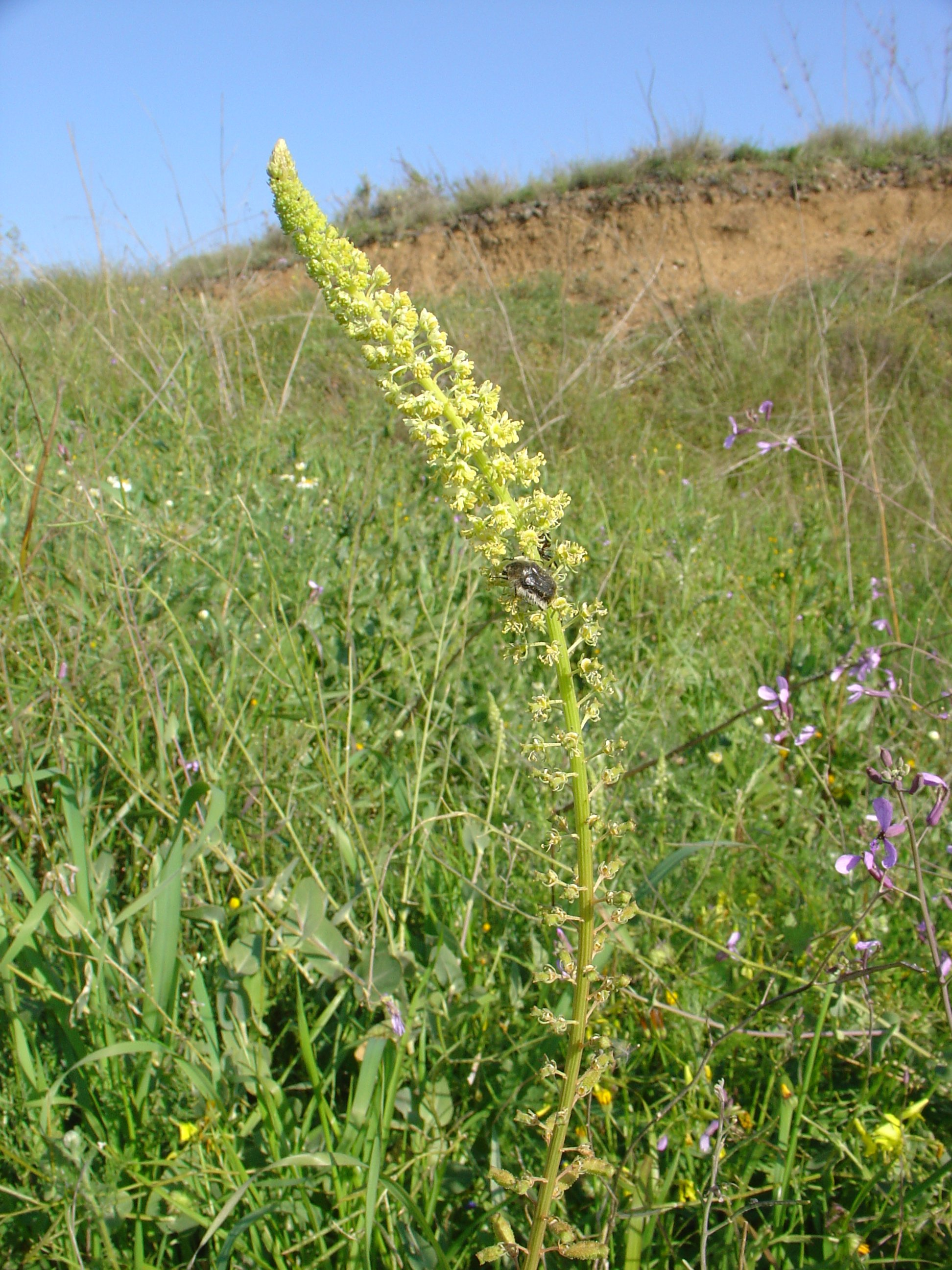
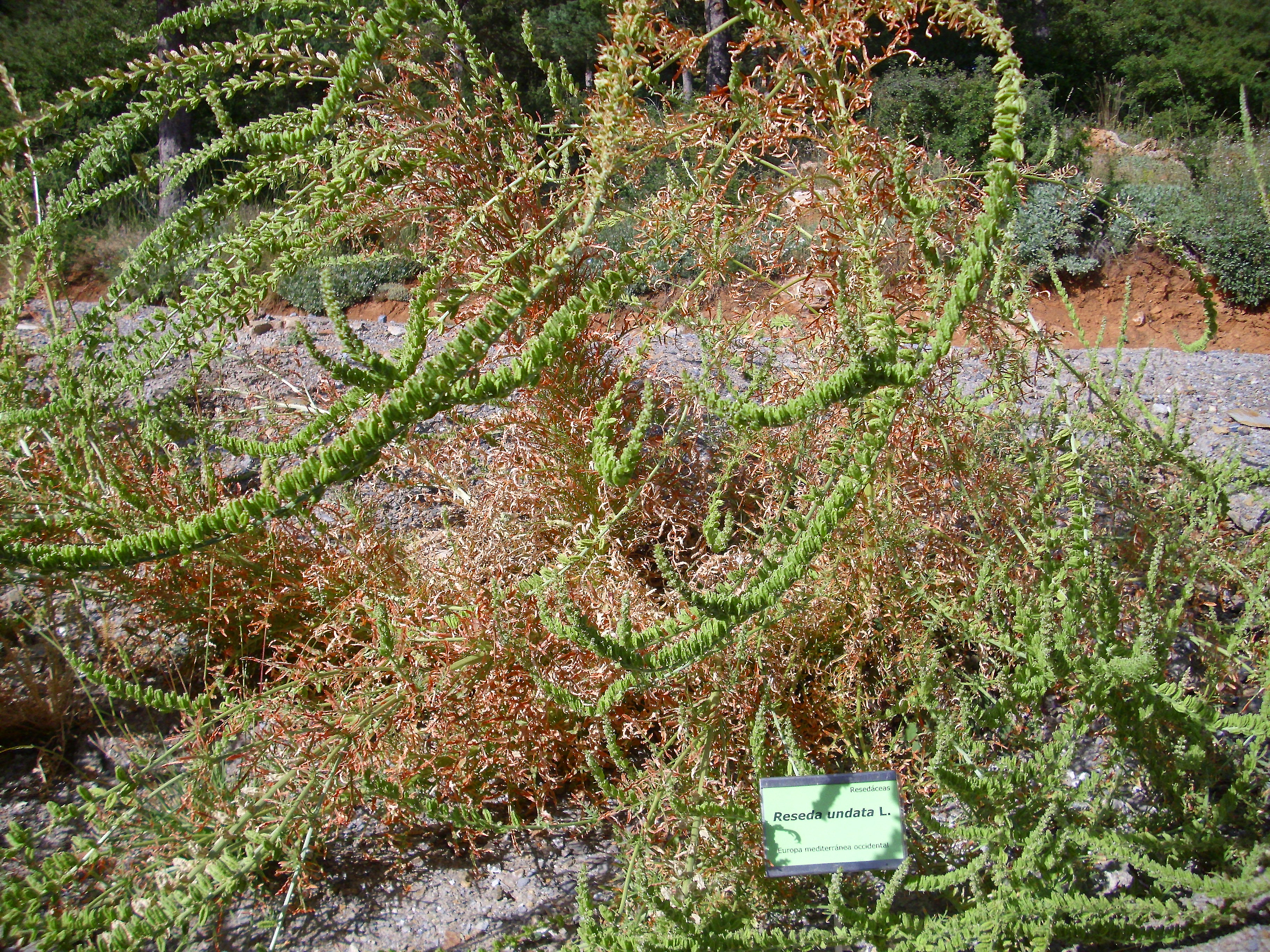